# Grigori Naumowitsch Woitinski

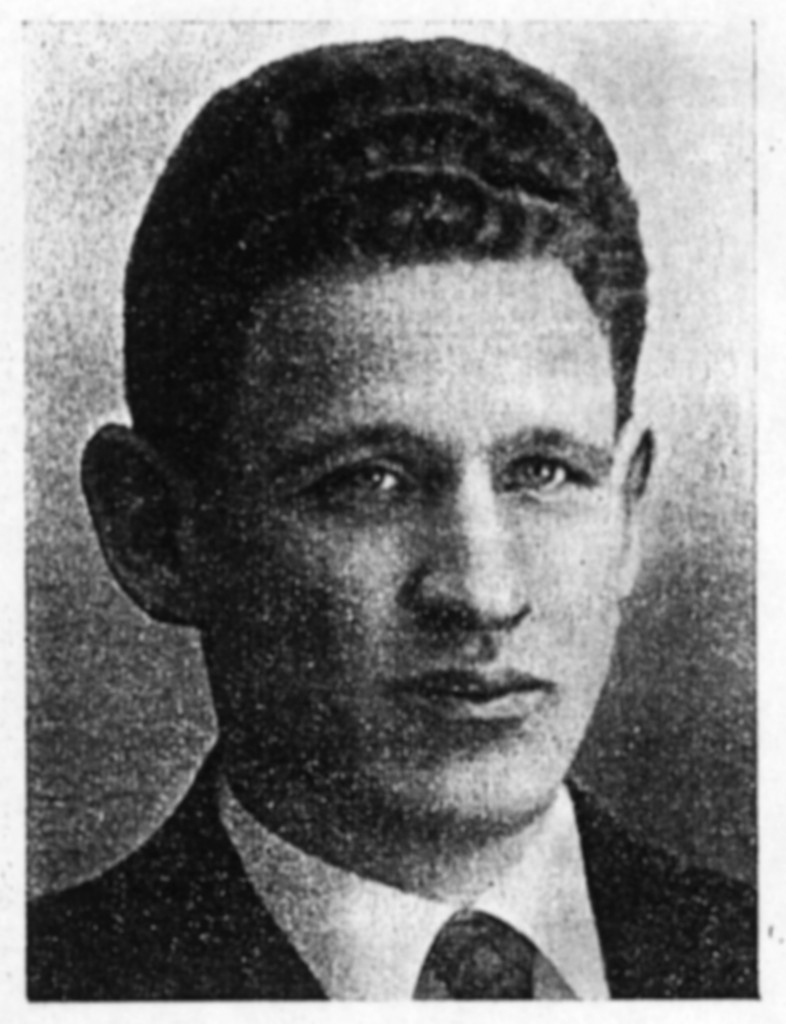
Woitinski um 1920

Grigori Naumowitsch Woitinski (russisch Григорий Наумович Войтинский; eigentlicher Name: Sarchin, russisch Зархин; * 5. Apriljul. / 17. April 1893greg. in Newel; † 11. Juni 1953 in Moskau) war ein sowjetischer Politiker, Mitarbeiter der Komintern und Sinologe.

## Leben
Woitinski emigrierte 1913 in die USA und nach Kanada. 1918 kehrte er nach Sowjetrussland zurück, wurde Mitglied der Kommunistischen Partei Russlands und war Mitglied des Krasnojarsker Sowjet. Er nahm am Bürgerkrieg im Fernen Osten und in Sibirien teil. Er kämpfte – insbesondere in Omsk – gegen die Truppen des Admiral Koltschak. Im Mai 1919 wurde er in Wladiwostok gefangen genommen und auf die Insel Sachalin verbracht.

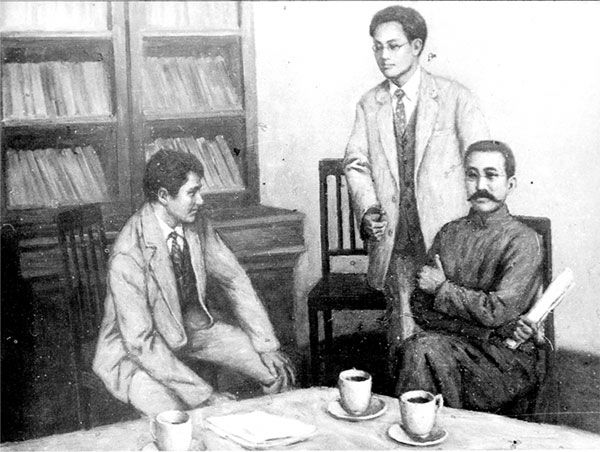
Woitinsky mit Li Dazhao, 1920 (stark retuschiertes Bild)

Nach seiner Befreiung im Januar 1920 arbeitete Woitinski fortan für die Komintern. Er war im Komintern-Apparat zuständig für den Fernen Osten und als Gesandter des Exekutivkomitees der Komintern (EKKI) in China tätig. 1920 traf er zum ersten Mal mit Chen Duxiu und Li Dazhao, den späteren Mitbegründern der Kommunistischen Partei Chinas (KPCh), als auch mit Sun Yat-sen, dem Gründer der Kuomintang (KMT), zusammen. Woitinski war bei den Plena des ZK der KPCh im Mai 1924, im Oktober 1925 und im Juli 1926 zugegen. Ab 1926 war Woitinski Vorsitzender des Fernöstlichen Büros des EKKI in Shanghai. Er nahm als Vertreter der Komintern am IV. Parteitag der KPCh im Januar 1925 in Shanghai sowie am V. Parteitag der KPCh im April/Mai 1927 in Wuhan teil. Nach dem Bruch der Ersten Einheitsfront zwischen KMT und KPCh 1927 kehrte Woitinski in die Sowjetunion zurück.
Ab 1929 war Woitinski Direktor des Pazifischen Instituts in Moskau, in den 1930er Jahren forschte und lehrte er in Moskau (ab 1935 als Professor für Chinawissenschaften). Ab 1932 war er Sekretär des Pazifik-Sekretariats der Profintern.
Woitinski starb 1953 während einer Operation.

## Werke
- КВЖД и политика империалистов в Китае (Die Chinesische Osteisenbahn und die Politik der Imperialisten in China). Moskau 1930.